# Amphitere

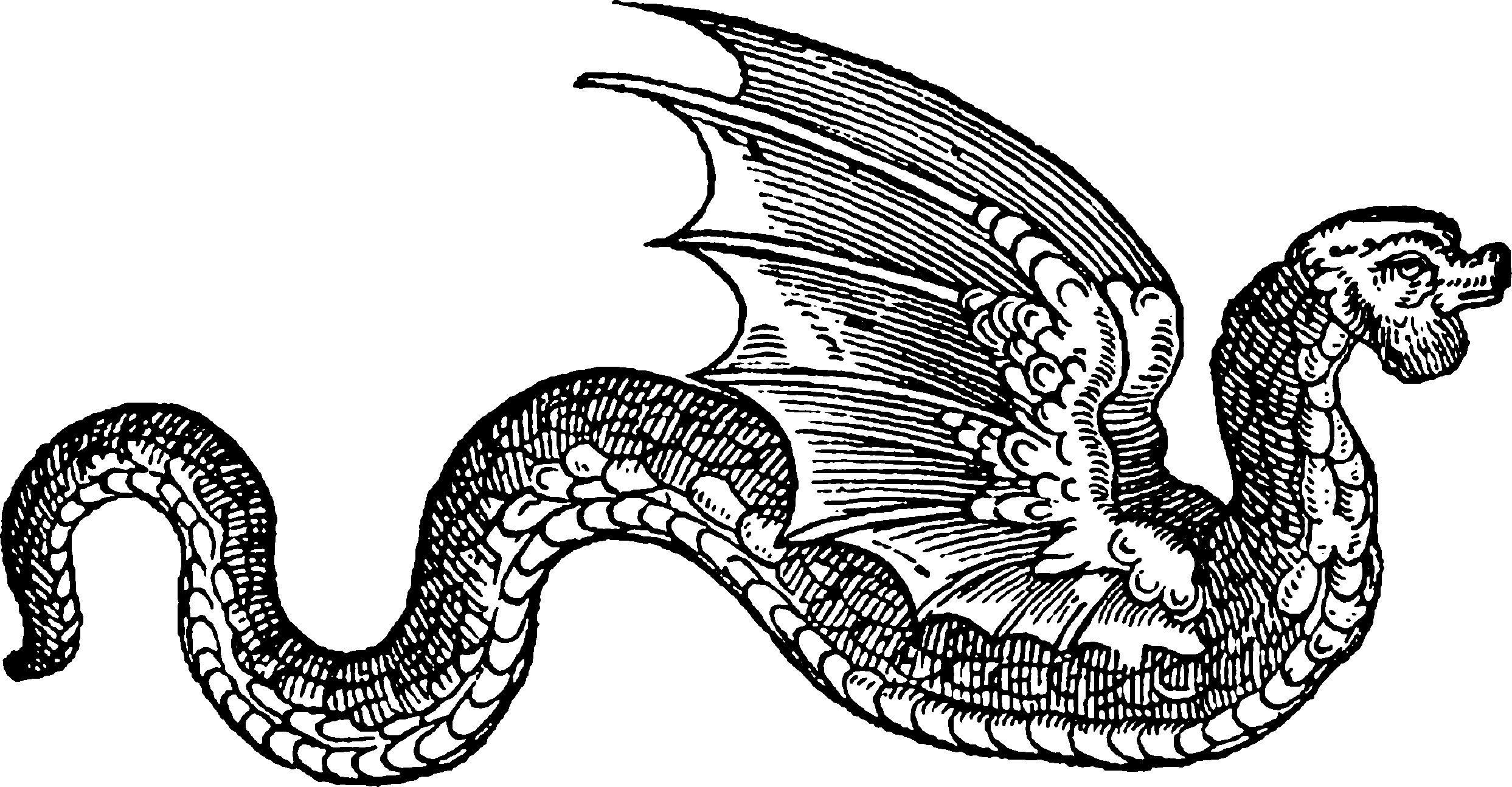
Amphiptere, Edward Topsell (1608)

Wappen der Stadt Artalens-Souin (Hautes-Pyrénées)

In der Heraldik ist die Amphitere eine Schlange mit Vogelflügeln. Später wird sie auch mit Fledermausflügeln dargestellt.
Legenden von Amphiteren sind auch aus Wales und Irland bekannt. In den Erzählungen gelten die Fabelwesen oft als Glücksbringer, anders als die ähnlichen Lindwürmer, die destruktiv sind.